# Bilbor (gmina)
Bilbor – gmina w Rumunii, w okręgu Harghita. Obejmuje miejscowości Bilbor i Răchitiș. W 2011 roku liczyła 2638 mieszkańców.